# Alhena
Gamma Geminorum (γ Gem, γ Geminorum) é a terceira estrela mais brilhante da constelação de Gemini, com uma magnitude aparente de 1,915. É também conhecida pelos nomes de Alhena e Almeisan. Com base em medições de paralaxe pela sonda Hipparcos, está a aproximadamente 109 anos-luz (34 parsecs) da Terra.
Alhena é uma estrela em evolução que está prestes a consumir todo o hidrogênio em seu núcleo e está no estágio de subgigante. Seu espectro corresponde a uma classificação estelar de A1 IV. Tem 2,8 vezes a massa do Sol e 3,3 vezes o raio solar. Está irradiando cerca de 123 vezes a luminosidade do Sol de sua atmosfera externa a uma temperatura efetiva de 9 260 K, o que dá a ela a coloração branca típica de estrelas de classe A.
Possui uma estrela companheira espectroscópica com um período de 12,6 anos (4 614,51 dias) e uma excentricidade muito alta de 0,8933. Em 1991, uma ocultação pelo asteroide 381 Myrrha revelou que o segundo componente do sistema é uma estrela de classe G da sequência principal cerca de 200 vezes menos brilhante que a estrela principal.

## Etimologia
O nome Alhena provém do Árabe Al Han'ah, "a espada", enquanto que Almeisan provém também do Árabe Al Maisan, "aquela que brilha."